# 2001年の道路
2001年の道路（2001ねんのどうろ）とは、2001年（平成13年）に起こった道路関係の出来事をまとめたページである。
2000年の道路 - 2001年の道路 - 2002年の道路

## 出来事の一覧

### 2月
- 26日
  - （IC供用）  阪神高速2号淀川左岸線 ユニバーサルシティ出口

### 3月
- 10日
  - （開通）  名古屋高速11号小牧線 楠JCT - 小牧南出入口 (5.4 km)
  - （開通）  国道2号 小郡道路 山口南IC - 陶IC (3.3 km)
  - （拡幅）  山口宇部小野田連絡道路 山口宇部有料道路 嘉川IC - 宇部東IC (8.9 km) (2車線→4車線)
- 11日
  - （開通）  山陽自動車道 宇部下関線 宇部JCT - 下関JCT (28.1 km)[1]
- 24日
  - （開通）  道央自動車道 函館新道 七飯本町IC - 七飯藤城IC (4.4 km)
  - （拡幅）  中央自動車道 上野原IC - 談合坂SA (6.8 km) (4車線→6車線)
  - （開通）  山陰自動車道 安来道路 安来IC - 東出雲IC (12.5 km)
  - （開通）  山陰自動車道 松江道路 東出雲IC - 矢田IC (4.3 km)
  - （開通）  山陰自動車道 松江玉造IC - 宍道IC (14.1 km)
- 29日
  - （PA供用）  名神高速道路 尾張一宮PA（下り線）
  - （開通）  高松自動車道 板野IC - 津田東IC (25.7 km)
  - （開通）  高松東道路 さぬき三木IC - 高松東IC (2.3 km)
  - （開通）  高松自動車道 高松東IC - 高松中央IC (4.5 km)
- 30日
  - （IC供用）  阪神高速2号淀川左岸線 島屋東入口
- 31日
  - （開通）  北関東自動車道 高崎JCT - 伊勢崎IC (14.5 km)
  - （開通）  東九州自動車道 西都IC - 宮崎西IC (16.8 km)

### 4月
- 18日
  - （IC供用）  東九州自動車道 宇佐別府道路 大分農業文化公園IC
- 22日
  - （開通）  国道1号 水口道路 滋賀県湖南市朝国 - 岩根 (1.7 km)[2]
- 26日
  - （拡幅）  九州自動車道 えびのPA - えびのIC (2.5 km) (2車線→4車線)

### 6月
- 1日
  - （開通）  名古屋高速2号東山線東行き 吹上東出入口 ⇒ 四谷出入口 (3.0 km)
- 17日
  - （拡幅）  京都縦貫自動車道 京都丹波道路 千代川IC - 八木西IC (5.4 km) (2車線→4車線)

### 7月
- 2日
  - （開通）  北九州都市高速5号線 枝光出入口 - 大谷JCT (2.4 km)
- 6日
  - （IC供用）  広島自動車道 広島西風新都IC
- 7日
  - （開通）  日本海東北自動車道 秋田空港IC - 河辺JCT (2.4 km)
  - （拡幅）  秋田自動車道 協和IC - 秋田南IC (5.9 km) (2車線→4車線)
- 9日
  - （開通）  今治小松自動車道 今治小松道路 今治湯ノ浦IC - 東予丹原IC (9.0 km)

### 8月
- 1日
  - （開通）  仙台東部道路 亘理IC - 岩沼IC (2.2 km)[3]
  - （開通）  仙台東部道路 仙台東IC - 仙台港北IC (5.2 km)[3]
  - （開通）  仙台南部道路 仙台南IC - 国道286号[3]
- 9日
  - （開通）  山形自動車道 酒田IC - 酒田みなとIC (11.9 km)
- 24日
  - （名称・区間変更）  韓国で高速道路の路線番号（建設順から国土軸を基準に）・名称・区間変更が行われる。

### 9月
- 27日
  - （開通）  海南島 東側高速道路 全線[4]

### 10月
- 2日
  - （開通）  広島都市高速4号線 中広出入口 - 沼田出入口 (4.9 km)
- 6日
  - （開通）  南九州西回り自動車道 八代日奈久道路 八代南IC - 日奈久IC (5.4 km)
- 13日
  - （開通）  福岡都市高速1号線 百道出入口 - 福重JCT (5.3 km)
  - （開通）  国道497号 西九州自動車道 今宿道路 福重JCT - 拾六町IC (0.7 km)
- 17日
  - （拡幅）  道央自動車道 深川IC - 音江PA (4.8 km) (2車線→4車線)
- 19日
  - （開通）  名古屋高速11号小牧線 小牧南出入口 - 小牧IC (2.8 km)
- 22日
  - （開通）  首都高速湾岸線 杉田出入口 - 三渓園出入口 (7.0 km)
- 31日
  - （拡幅）  磐越自動車道 磐梯山SA - 磐梯河東IC (2.1 km) (2車線→4車線)
  - （開通）  新山梨環状道路 山梨県中央市山之神 - 南アルプス市鏡中条[5]

### 11月
- 10日
  - （開通）  西海岸高速道路 舒川IC - 唐津IC
- 13日
  - （開通）  国道280号 野田バイパス (6.7 km)[6]
- 19日
  - （開通）  道央自動車道 国縫IC - 長万部IC (11.1 km)

### 12月
- 19日
  - （改築）  東九州自動車道 隼人道路 加治木JCT
- 21日
  - （開通）  西海岸高速道路 務安IC - 舒川IC
- 27日
  - （開通）  東九州自動車道 大分宮河内IC - 津久見IC (21.0 km)